# Endless Space
Endless Space est un jeu vidéo de stratégie au tour par tour 4X développé par Amplitude Studios et édité par Iceberg Interactive. Il est sorti le 4 juillet 2012 sur Windows et également sur OS X le 31 août.
Le jeu a reçu de bonnes critiques et s'est vendu à plus de 500 000 exemplaires.

## Système de jeu
Le jeu se joue sur une carte de la galaxie générée aléatoirement, au tour par tour. Le but du jeu est, après avoir choisi une civilisation, s'étendre en colonisant la galaxie. Pour gagner, le joueur doit être le premier à répondre aux exigences de certaines conditions de victoire, comme la victoire par « suprématie économique », par « diplomatie » etc.
Lorsqu'une bataille se déclenche contre une flotte adverse, le jeu passe en temps réel, mais le joueur n'a pas de contrôle direct sur ses vaisseaux, il ne peut que donner des ordres généraux et jouer des cartes qui améliorent certains points de ses unités.

## Accueil
| Endless Space |      |       |
| Média         | Pays | Notes |
| Gamekult      | FR   | 8/10  |
| Jeuxvideo.com | FR   | 16/20 |

Le jeu a été bien accueilli par la presse et a été vendu a plus de 500 000 exemplaires en un an.

## Postérité

### Extensions
De nombreux contenus téléchargeables gratuits, dont quatre add-on la première année, ont été offerts aux joueurs afin d'ajouter du contenu au jeu. Une extension payante, Disharmony, est sortie le 26 juin 2013.

### Endless Space 2
À la suite du succès du jeu, un second volet est initié par Amplitude Studios. Endless Space 2 est dévoilé au public en juillet 2015, avant la Gamecon.